# FP (clasă de complexitate)
În teoria complexității, clasa de complexitate FP este ansamblul problemelor funcție care pot fi rezolvate de o mașină Turing deterministă în timp polinomial. Este versiunea cu probleme funcție a clasei P de probleme de decizie⁠(d). În linii mari, este clasa de funcții care poate fi eficient calculate pe calculatoarele clasice fără randomizare.
Diferența dintre FP și P este că problemele din P au răspunsuri pe un bit, da/nu, în timp ce problemele din FP pot produce orice ieșire care poate fi însă calculată în timp polinomial. De exemplu, adunarea a două numere este o problemă din FP, în timp ce a determina dacă suma lor este impară este o problemă din P.
Problemele funcție în timp polinomial sunt fundamentale în definirea reducerilor de timp polinomial⁠(d), care sunt utilizate la rândul lor pentru a defini clasa de probleme NP-complete.

## Definiție formală
FP se definește formal după cum urmează:
O relație binară {\displaystyle P(x,y)} este în FP dacă și numai dacă există un algoritm determinist în timp polinomial care, dacă i se dă {\displaystyle x}, fie găsește un {\displaystyle y} astfel încât {\displaystyle P(x,y)} este adevărat, fie semnalează că nu există un astfel de {\displaystyle y}.

## Clase de complexitate asociate
- FNP⁠(d) este mulțimea relațiilor binare pentru care există un algoritm în timp polinomial care, date fiind x și y, verifică dacă P(x, y) este adevărat. La fel cum P și FP sunt strâns legate, NP este strâns legată de FNP. FP = FNP dacă și numai dacă P = NP.
- Deoarece o mașină care utilizează spațiu logaritmic are un număr de configurații care crește cel mult polinomial, FL⁠(d), mulțimea de probleme funcție care pot fi calculate în spațiu logaritmic, este inclusă în FP. Nu se știe dacă FL = FP; aceasta este analogă cu problema de a determina dacă clasele de decizie P și L sunt egale.